# Tricholathys hansi
Tricholathys hansi är en spindelart som först beskrevs av Schenkel 1950.  Tricholathys hansi ingår i släktet Tricholathys och familjen kardarspindlar. Inga underarter finns listade i Catalogue of Life.